# Павловичи (Волынская область)
Павловичи (укр. Павловичі) — село в Затурцевской сельской общине Владимирского района Волынской области Украины.
До 2020 года входило в Локачинский район.
Код КОАТУУ — 0722481204. Население по переписи 2001 года составляет 617 человек. Почтовый индекс — 45511. Телефонный код — 3374. Занимает площадь 0,618 км².